# Rechenberg (sächsisch-schlesisches Adelsgeschlecht)

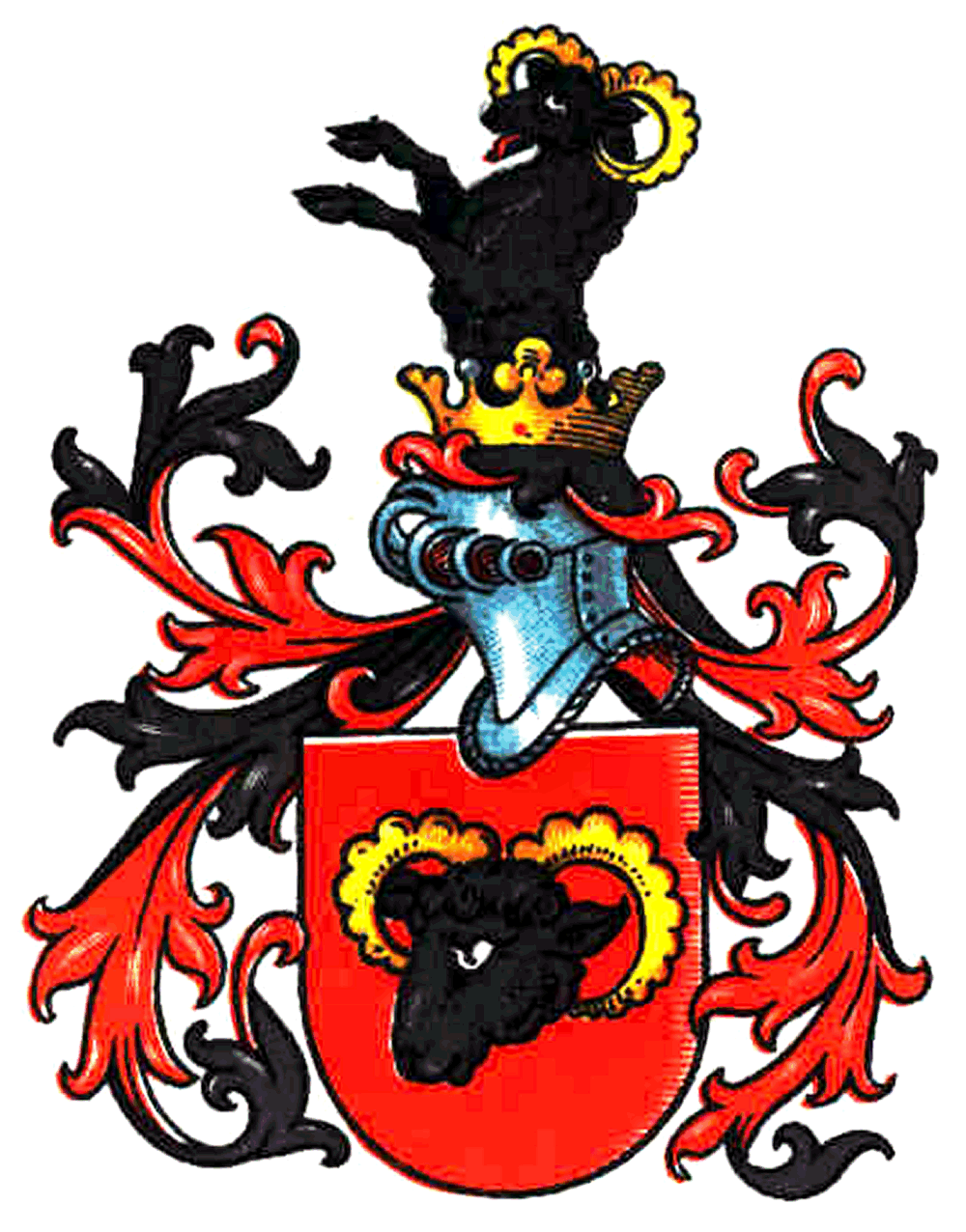
Wappen derer von Rechenberg

Rechenberg ist der Name eines meißnischen Uradelsgeschlechts mit Stammsitz auf der Burg Rechenberg im Osterzgebirge, die dort 1286 erstmals erwähnt wird. Bereits 1290 wird sie auch im niederschlesischen Herzogtum Glogau erwähnt, wo sie im 14. Jahrhundert umfangreichen Besitz erwarb. Es soll eine Stammesgemeinschaft mit den wappengleichen von Haugwitz bestehen.
Das Geschlecht ist nicht zu verwechseln mit den gleichnamigen fränkischen Herren von Rechenberg, zu denen es keine Hinweise auf eine agnatische Verbindung gibt. 

## Geschichte

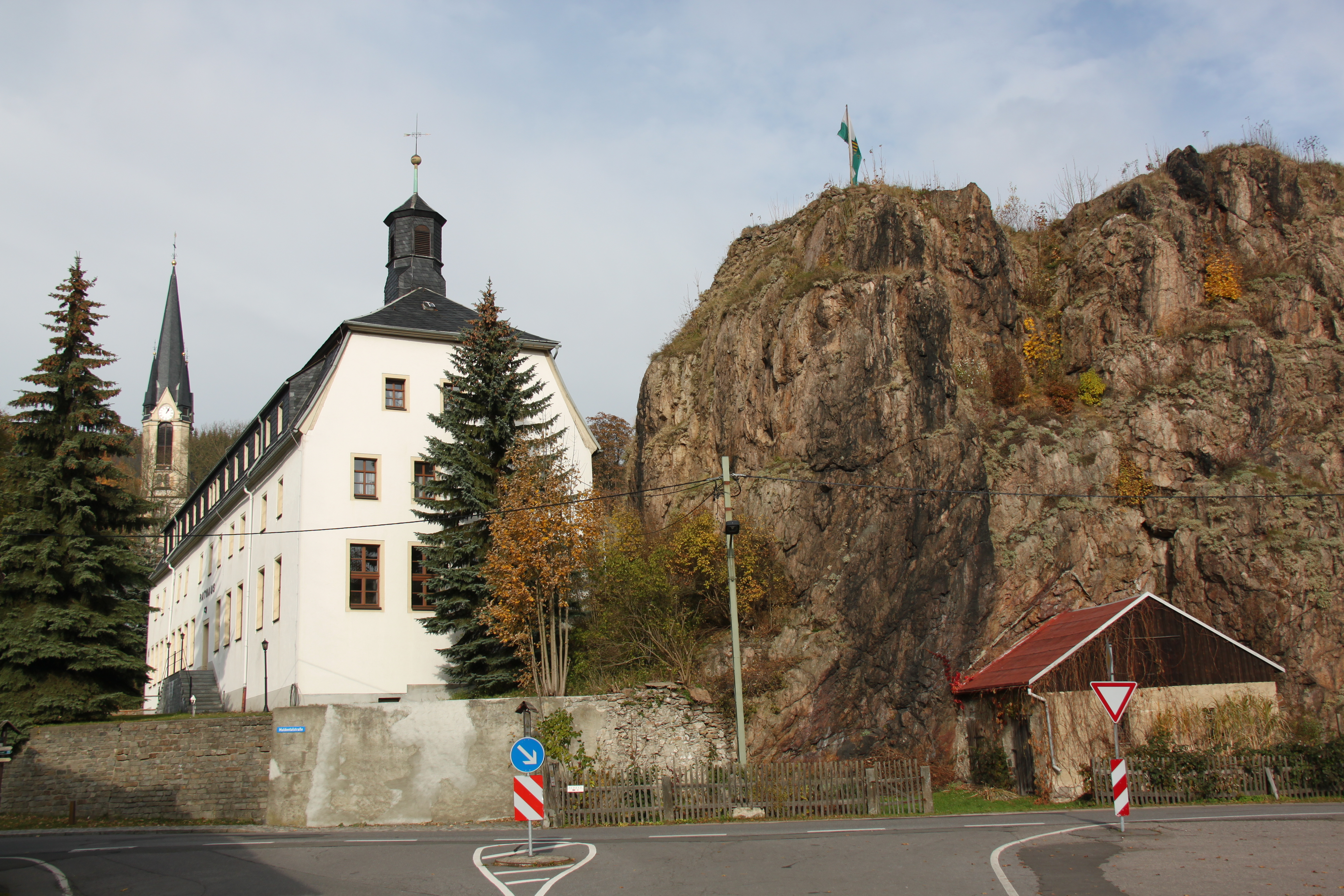
Rechenberg mit Felssporn der Burg Rechenberg

1270 erscheint die Familie Rechenberg erstmals mit Apitz de Rechenberg in einer Urkunde. Die Stammburg der Familie stand in Rechenberg im Erzgebirge, wo die Rechenberger Ministerialen der böhmischen Hrabischitzer (Besitzer der Herrschaft Riesenburg) waren, auf einer Grenzburg gegen die Wettiner. Sie benannten sich nach dieser Burg; der Wortteil Rechen geht höchstwahrscheinlich auf das Wappensymbol des Heurechens der Hrabischitzer zurück. Die Stammreihe der Familie beginnt mit Heinrich von Rechenberg, der 1286 und 1290 in sächsischen Urkunden erscheint. Man findet ihn gemeinsam mit seinem Sohn Gelferad I. als Burgmann des Markgrafen Friedrich I. von Meißen auf der Burg Rochlitz. 1389 erwarben die Wettiner von den Hrabischitzern die Herrschaft Riesenburg mit der Burg Rechenberg.
Ab etwa 1290 beteiligte sich die Familie im Rahmen der Deutschen Ostsiedlung am Landesausbau im schlesischen Herzogtum Glogau. In diesem Jahr ist ein Heinrich von Rechenberg erstmals in dieser Region nachweisbar. Im 14. Jahrhundert erwarb die Familie im nördlichen Niederschlesien große Güter mit über 30 Dörfern und sechs kleinen Städten, darunter Windischborau (heute Borów Polski bei Neustädtl). Ab 1331/35 gehörte das Herzogtum Glogau zu den Ländern der böhmischen Krone der Luxemburger Könige, als die Schlesischen Piasten deren Lehnsnehmer wurden. Im 14. Jahrhundert errichteten sich die deutschen Lokatoren noch überwiegend Turmhügelburgen, so erbauten die Rechenberg etwa die Motte Dittersbach (Zwierzyniec) bei Herzogswaldau oder erwarben die herzoglich-glogauische Kastellanei-Motte in Polnisch Tarnau (Tarnów Jezierny), die sie bis Ende des 16. Jahrhunderts behielten. Zeitweilig gehörte ihnen bis zu Beginn des 17. Jahrhunderts auch Schloss Panthenau.
1391 kam Schloss Klitschdorf mit Wehrau in den Besitz der Familie und blieb es fast 300 Jahre, etwa zur selben Zeit auch Primkenau. Caspar von Rechenberg hatte 1426 als Hauptmann die Stadt Aussig gegen die Hussiten zu schützen. Caspar von Rechenberg war von 1458 bis 1499 Landeshauptmann im Fürstentum Sagan. 1468 gelangte die Stadt Schlawa in den Besitz der Familie von Rechenberg und gehörte ab 1506 zum Königreich Böhmen. Nach dem Ständeaufstand in Böhmen (1618) und der Schlacht am Weißen Berg wurde der Besitz der Rechenberger in Schlawa konfisziert. Das 1516 in den Besitz der Familie gekommene Deutsch Wartenberg löste ab 1610 einen jahrzehntelangen Erbstreit mit Hans Ernst Freiherr von und zu Sprinzenstein, kaiserlichem Obristen und Kammerpräsidenten, aus, den Letzterer als Katholik gegen die protestantischen Rechenberger für sich entschied.
Ernst von Rechenberg war 1556 kaiserlicher Rat und Landeshauptmann in der Oberlausitz. In der Oberlausitz erwarb die Familie Lodenau, Rothenburg und Cunnersdorf. Melchior von Rechenberg war von 1589 bis 1601 Landeshauptmann der Grafschaft Glatz.
Hans von Rechenberg, Söldnerführer in Diensten des polnischen Jagiellonenkönigs Johann I. und seiner Nachfolger, wurde 1534 in den Reichsfreiherrenstand erhoben. 1611 erhielt die in Schlawa ansässige Linie mit Melchior von Rechenberg den böhmischen Freiherrentitel mit dem Namenszusatz von Klitschdorf und Primbkenau. 1703 erhielt Leopold Friedrich Freiherr von Rechenberg auf Pläswitz (heute Gemeinde Udanin), Zückelnick und Johnsdorf im Herzogtum Schweidnitz-Jauer, k.k. Kämmerer und Kammervizepräsident in Schlesien, den Grafentitel.
Johann Georg von Rechenberg auf Cunnersdorf, Oberlausitz, war ab 1656 Oberhofmarschall und ab 1658 Premier-Minister des Kurfürsten Johann Georg II. Ulrich Maximilian von Rechenberg kauft im Jahr 1691 das Schloss Podelwitz und lässt es so aufwändig sanieren und mit Stuckaturen ausstatten, dass er gezwungen ist, es drei Jahre später wieder zu verkaufen.

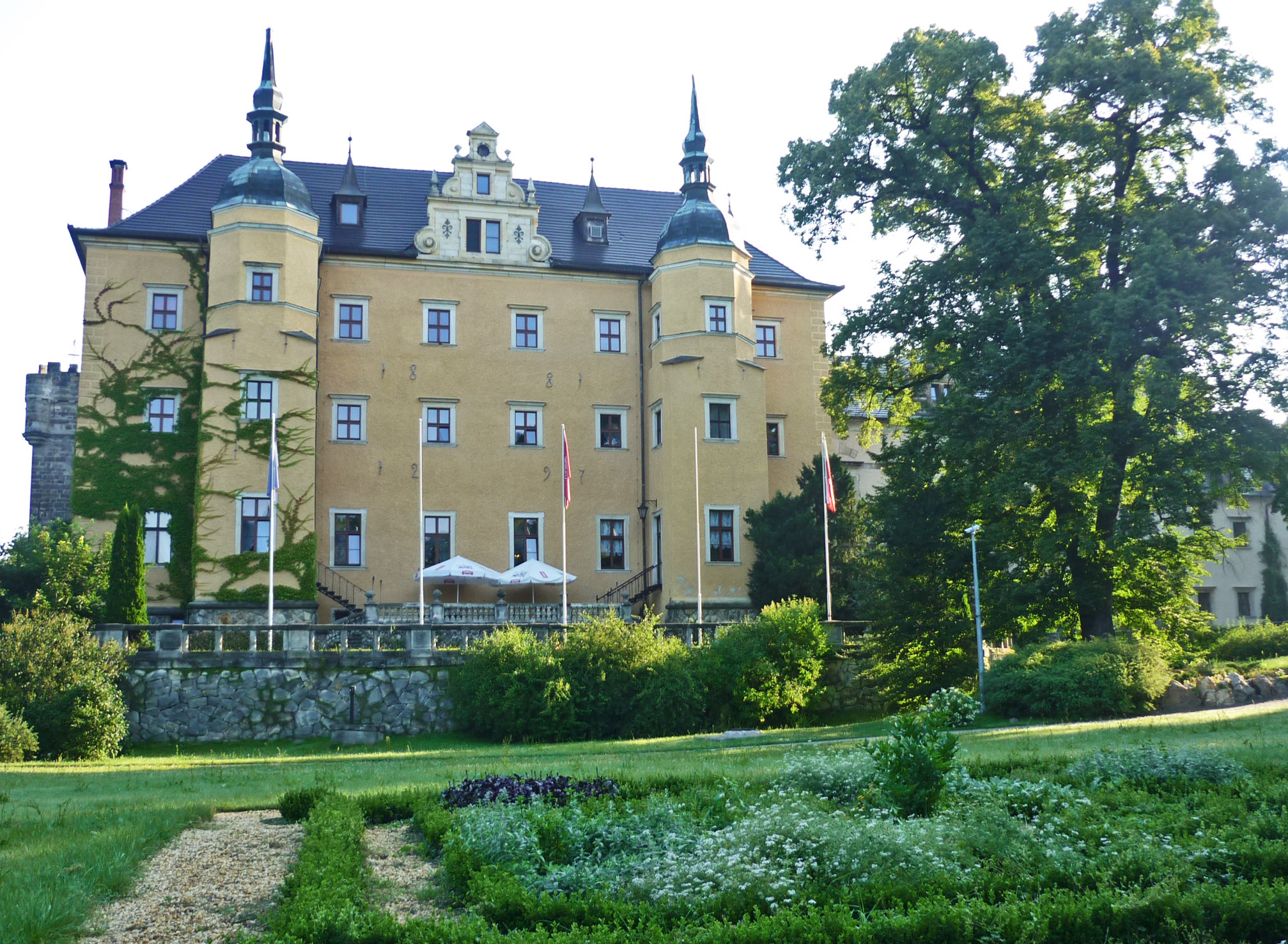
Klitschdorf
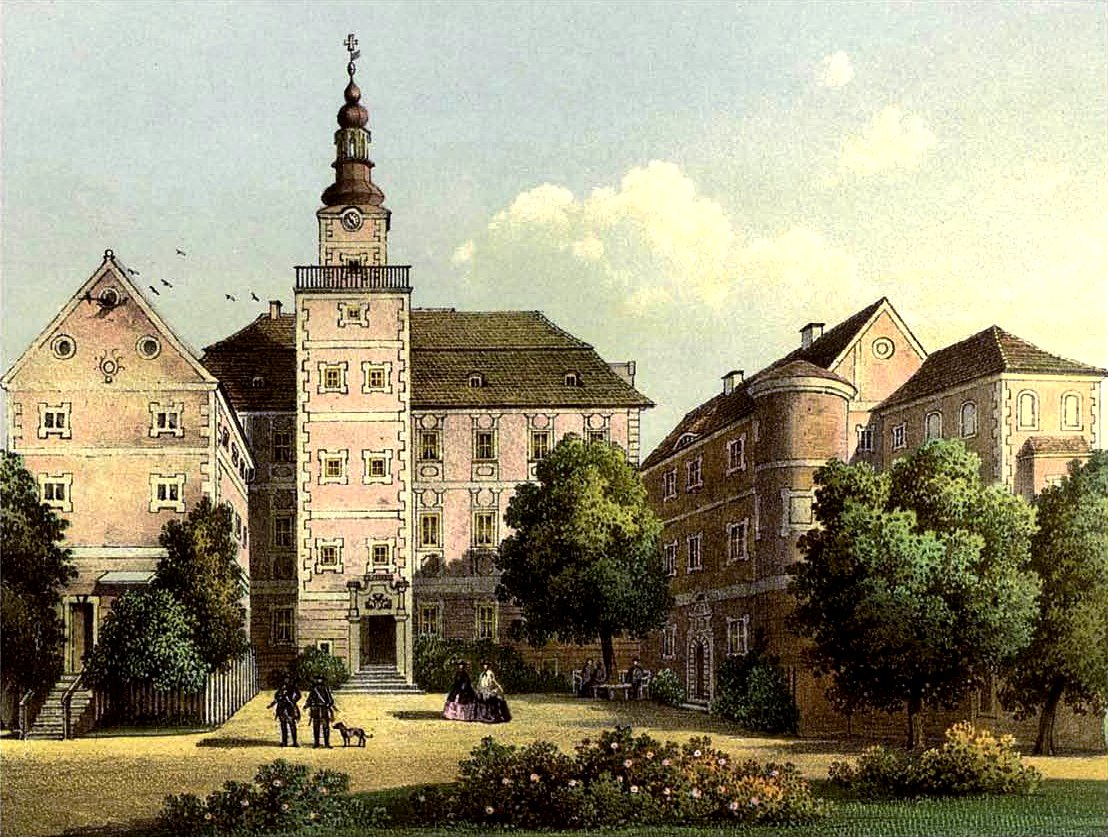
Schloss Pläswitz, Pläswitz
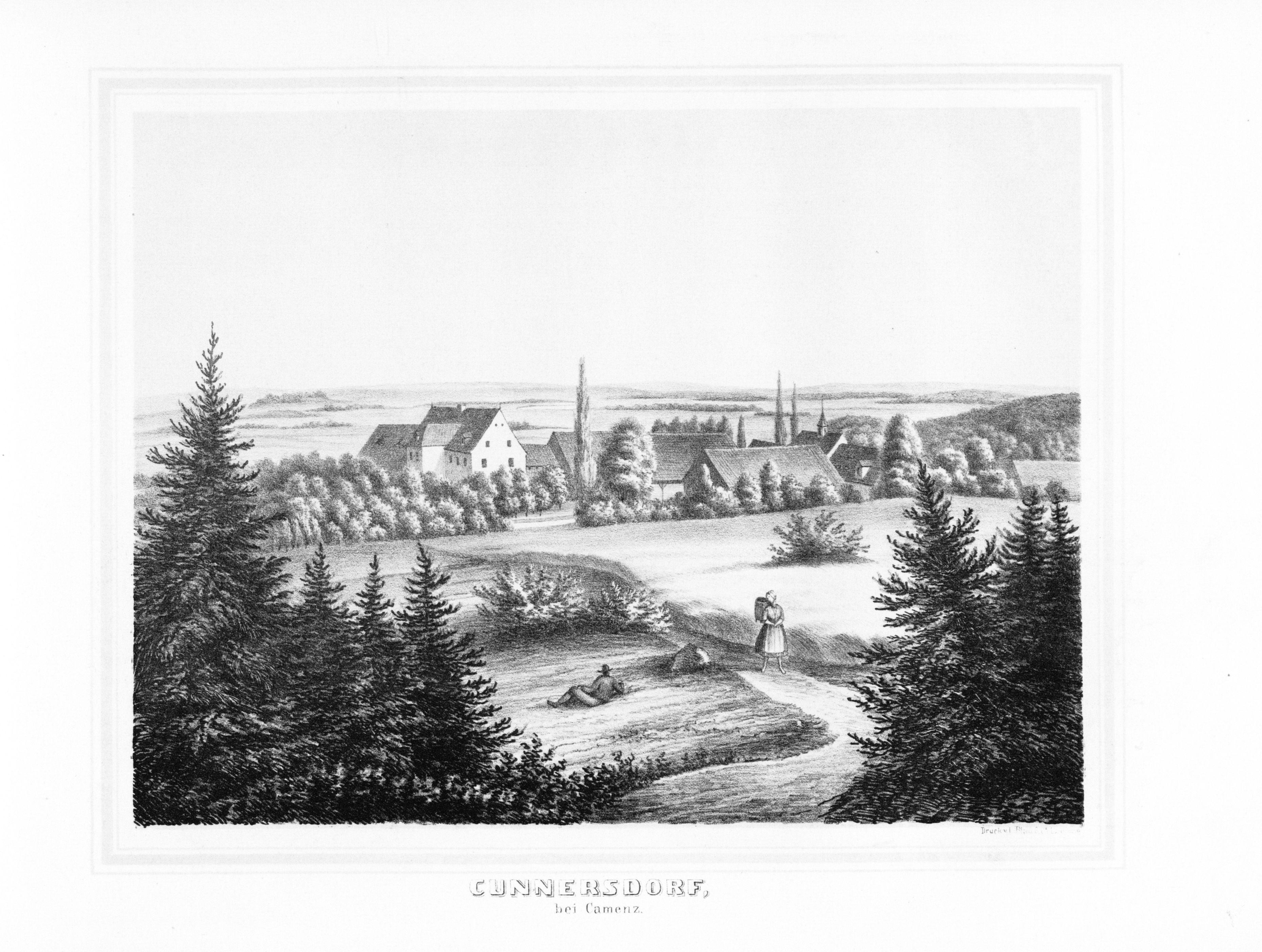
Cunnersdorf

Die Mitglieder der Familie Rechenberg lebten nach dem Verlust der schlesischen Besitztümer im 17. und 18. Jahrhundert zunächst im Königreich Sachsen. Seit Anfang des 20. Jahrhunderts leben sie verteilt über Deutschland, Frankreich, USA, Australien und mit einem eigenen Zweig in der Schweiz.

## Wappen
In Rot ein schwarzer Widderkopf. Auf dem Helm ein wachsender Widder. Mit der schlesischen Familie Haugwitz Wappen- und Stammesverwandt.
Die Freiherren führen ein vermehrtes Wappen: Schild von Rot und Gold geviert. In Feld 1 und 4 das Stammwappen. In Feld 2 und 3 ein aus der Teilung hervorbrechender gekrönter Adler. Zwei Helme mit dem Widder, die beide nach außen gewandt sind. Beide sind auf dem Kopf mit je drei rot-gold-roten Straußenfedern besteckt. Die Helmdecken sind Rechts Rot und Schwarz, Links Gold und Schwarz.

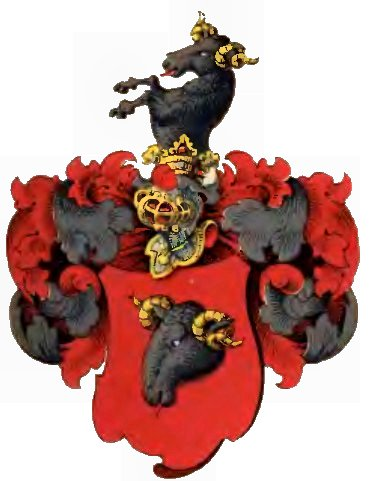
Wappen der Schlesischen von Rechenberg
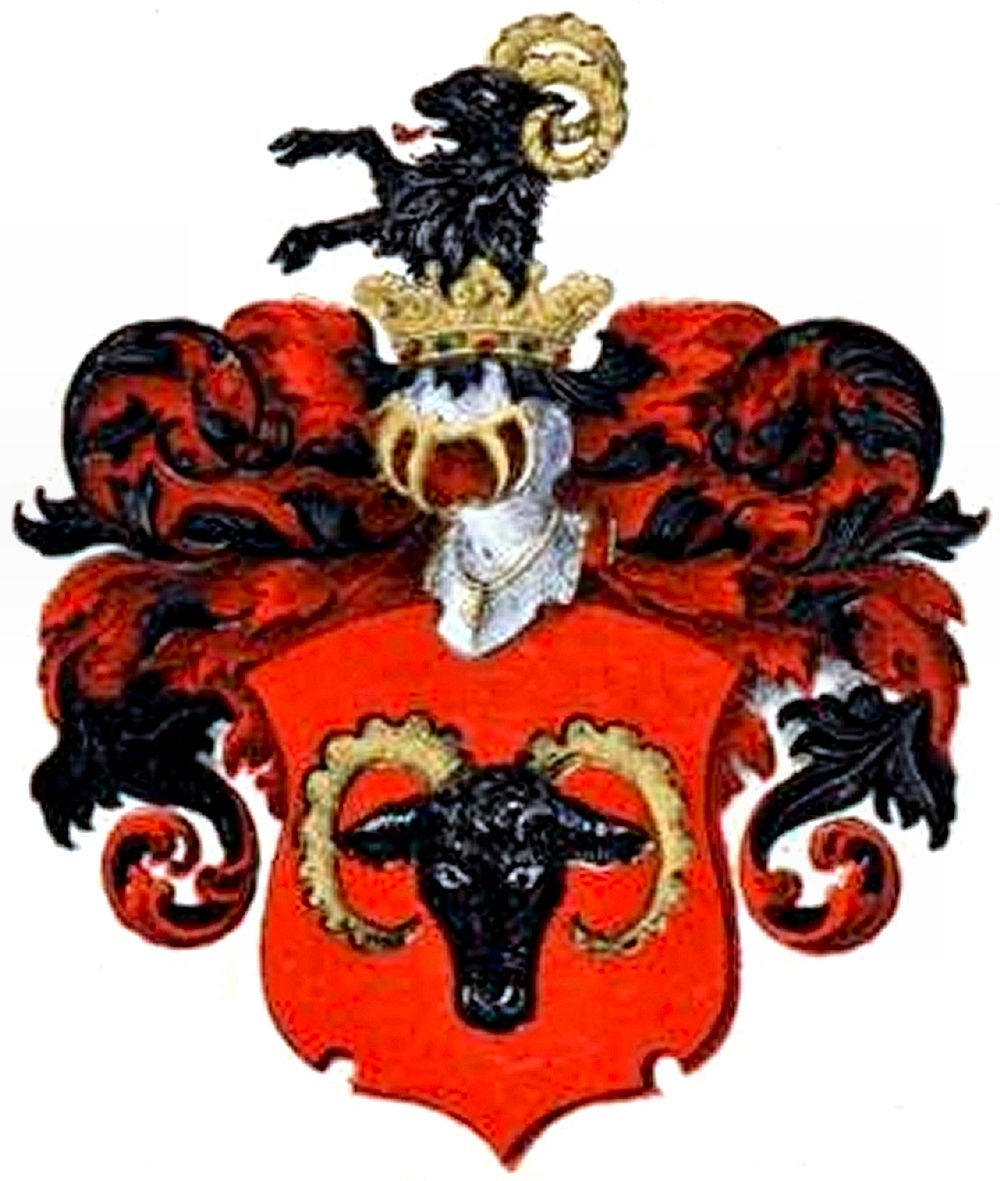
Wappen derer von Rechenberg im Baltischen Wappenbuch

## Bekannte Familienmitglieder
- Melchior von Rechenberg (tschechisch: Melchior z Rechenberku), von 1589 bis 1601 Landeshauptmann der Grafschaft Glatz
- Johann Georg von Rechenberg (1610–1664), sächsischer Oberhofmarschall, geheimer Rat und Oberkammerherr
- Carl Georg Friedrich von Rechenberg (1785–1854), Landrat des Kreises Liebenwerda, preußischer Geheimer Regierungsrat
- Georg von Rechenberg (1846–1920), preußischer Generalleutnant
- Albrecht von Rechenberg (1861–1935), deutscher Gouverneur in Deutsch-Ostafrika, Generalkonsul in Warschau und Politiker (Zentrum), MdR
- Freda Freifrau von Rechenberg (1869–1962), deutsche Politikerin (DNVP), MdL (Preußen)
- Brigitte von Rechenberg (1890–1967), deutsche Schriftstellerin (Pseudonym Frau Brigitte)
- Friedrich Georg von Rechenberg (1891–1966), deutscher Schriftsteller (Pseudonym Friedrich von Schlawa)
- Hans Albrecht Freiherr von Rechenberg (1892–1953), deutscher Politiker (FDP)
- Wilhelm Freiherr von Rechenberg (1903 – 1968), deutscher Bildhauer

### Sekundärliteratur
- Eduard Dewitz: Geschichte des Kreises Bunzlau. Naumburg am Queis 1885. (Angaben zum schlesischen Familienzweig von Rechenberg auf Klitschdorf).
- Johann August Ernst Köhler: Sagenbuch des Erzgebirges. 1886 Reprint: Georg Olms, Hildesheim 1978, S. 403–405. ISBN 3-487-06639-4.